# العنود الشارخ
العنود بنت محمد الشارخ هي أكاديمية كويتية وناشطة في حقوق المرأة، ورئيسة قسم الإنكليزية في الجامعة العربية المفتوحة بالكويت، كانت أول كويتية تحصل على وسام الاستحقاق الفرنسي عام 2017، واختارتها هيئة الإذاعة البريطانية ضمن إحدى مئة امرأة ملهمة ومؤثرة في العالم لعام 2019، وتلقّت على إثرها تهنئة من أمير الكويت،

## النشأة والدراسة
وُلدتْ العنود في الكويت، ودرست في مدرسة ثنائية اللغة، ولولا أحداث غزو الكويت لكانت قد تخرجت في عام 1992، درست الأدب الإنكليزي في كلية الملك في لندن، وتخرجت فيها عام 1996م، ثم ابتعثتها جامعةُ الكويت للدراسة في الخارج فالتحقت بجامعة لندن لتدرس اللغويات التطبيقية، ولمّا عادت إلى الكويت كانت حاملاً بابنتها في نفس السنة التي بدأت فيها حملة المطالبة بتمكين النساء الكويتيات من التصويت عام 1999م، ثم عادت إلى بريطانية مرة أخرى لدراسة الدكتوراة في مدرسة الدراسات الشرقية والإفريقية، وكانت رسالتها في النسوية ودراسات الشرق الأدنى والأوسط.

## أنشطتها
تخرجت العنود من كلية الملك في لندن، وحصلت على شهادتي الماجستير والدكتوراة من كلية الدراسات الشرقية والأفريقية، وفي 7 مارس عام 2005 اشتركت في الاحتجاج على مجلس الأمة الكويتي للمطالبة بمشاركة المرأة السياسية، في 2018 فازت بجائزة منصة تاك مايندز من مؤسسة تكريم لجهودها في تمكين المرأة،، في عام 2016م، نشرت العنود كتابها «الغضب الناعم» باللغة الإنكليزية، وهو كتاب نقدي لثلاث روايات إنكليزية وأخرى عربية للمقارنة بينها فيما يتعلق بمراحل الوعي الأنثوي، وكذلك فيما يتعلق بمسألة نشأة النسوية، هل هي من الغرب وللغرب وحدهم؟ ولذلك كل من يوافها فهو تابع لهم؟ أم النسوية فكرة عالمية غير مقتصرة على قارة معيّنة؟. اشتركت العنود في تأسيس حملة تسعى لإلغاء قانون جرائم الشرف في الكويت، وهي ابنة رجل الأعمال محمد الشارخ.